# Енн Кертіс
Енн Кертіс (англ. Ann Curtis, 6 березня 1926 — 26 червня 2012) — американська плавчиня.
Олімпійська чемпіонка 1948 року.